# Кумино (Рязанская область)
Кумино — населённый пункт, входящий в состав Яблоневского сельского поселения Кораблинского района Рязанской области.
Находится в северо-западной части Кораблинского района, в 16 километрах от города Кораблино. Стоит на берегу речки Молоделки.
Не имеет асфальтированного подъезда. Многие участки заросли деревьями, на данный момент осталось около 10 домов.

## История
В платежных книгах Пехлецкого стана 1594–1597 годов упоминается село Кумино.
В книгах Ряжского уезда письма и меры Г. Киреевского 1629–1630 годов также показано село Кумино. 
О селе Кумино говорится в грамоте царя Михаила Федоровича 1640 года в Ряжский уезд, в Пехлецкий стан.

## Население
| 1859 | 1906 | 2010 |
| ---- | ---- | ---- |
| 384  | ↗385 | ↘4   |